# ニカ・アマシュケリ
ニカ・アマシュケリ（グルジア語: ნიკა ამაშუკელი、英語: Nika Amashukeli）は、ジョージア出身のラグビーユニオンレフリー（審判員）。

## 略歴
2019年、シックス・ネイションズU-20チャンピオンシップイングランド対イタリア代表の試合レフリー担当中に選手とぶつかって出血交代となった。
その後2021年、ジョージア人レフリーで初めてティア1の国際試合を担当。

## 受賞歴
- ジョージアラグビー協会ベストレフリー:2020年[3]